# Rio Cersca
O Rio Cersca é um rio da Romênia, afluente do Cladova, localizado no distrito de Arad.